# توماس جیکومب هاتون
توماس جیکومب هاتون (انگلیسی: Thomas Jacomb Hutton; ۲۷ مارس ۱۸۹۰ – ۱۷ ژانویهٔ ۱۹۸۱) فرد نظامی اهل بریتانیا بود. وی همچنین برندهٔ جوایزی همچون صلیب نظامی شده‌است.